# James Buckle
James Buckle (* um 1854 in Belfast; † 9. November 1884 ebenda) war ein irischer Fußballspieler.

## Karriere
Buckle, hauptberuflich Buchhalter am Methodist College Belfast, gehörte zu den Gründungsmitgliedern des Cliftonville FC und stand am 27. September 1879 im ersten Spiel des Klubs – das erste überhaupt einer irischen Vereinsmannschaft – gegen eine Mannschaft von Rugby-Spielern namens Quidnuncs im Aufgebot. Das Spiel, das nach den Regeln der Scottish Football Association gespielt wurde, fand während schwerer Regenfälle statt, wodurch der Platz unter Wasser stand. Ein Korrespondent des Belfast News-Letter urteilte über die Partie, die mit einem 2:1-Erfolg für die Quidnuncs endete: „Da das Spiel für die meisten Spieler neu war, kann die Partie nicht als gute Vorführung betrachtet werden, „Handspiel“ kam zu regelmäßig vor.“
In der Folge gehörte er aber bei den beiden 0:1-Finalniederlagen im Irish Cup der Spielzeiten  1880/81 und 1881/82 nicht zum Aufgebot. Obwohl er nicht am Auswahlspiel für das erste Länderspiel des irischen Nationalteams teilgenommen hatte, rückte er anstelle seines Vereinskameraden John Waring in die Mannschaft. Die Partie gegen die englische Auswahl endete mit einer 0:13-Niederlage.
Buckle war in der Folge auch für die Partien gegen Wales im Februar 1882 und für ein erneutes Aufeinandertreffen gegen England im März 1883 nominiert, musste beide Male aber absagen.
Auch in die Saison 1884/85 startete Ulster mit Buckle als Kapitän. Wenige Wochen später starb Buckle 30-jährig in seiner Heimatstadt Belfast an Typhus.